# Ромео и Джульетта (фильм, 1968)
«Ромео и Джульетта» (англ. Romeo and Juliet) — двухсерийный художественный фильм совместного производства Великобритании и Италии, поставленный режиссёром Франко Дзеффирелли по одноимённой трагедии Уильяма Шекспира. Фильм завоевал две премии «Оскар», три премии «Золотой Глобус» и другие награды.

## Сюжет
Действие происходит в Вероне во времена Раннего Возрождения.
На рыночной площади встречаются слуги двух знатных семейств Монтекки и Капулетти, враждующих между собой, и затевают ссору, которая переходит в побоище на улицах города.
Между тем, в доме Капулетти готовится семейное празднество, на которое проникают юноши из дома Монтекки, и среди них сын главы семейства — Ромео, который не хотел идти, но поддался на уговоры друзей. Там он встречается с дочерью Капулетти — Джульеттой, которую в ближайшее время собираются выдать замуж за блистательного графа Париса. Юноша и девушка влюбляются друг в друга, не зная, что каждый из них принадлежит к семье своего врага. Когда же это выясняется, они приходят в ужас, но чувства друг к другу сильнее осознания вражды между их семьями. Во время бала племянник Капулетти Тибальт узнаёт Ромео, и, считая его приход на их семейный праздник оскорбительным, затаивает обиду.
После бала, прячась от своих шумных и развесёлых друзей, Ромео попадает в сад Капулетти, в который выходит балкон спальни Джульетты. На балконе он видит Джульетту, любуется ею, и, слыша её тайные признания в любви к нему, раскрывает своё присутствие. Джульетта сначала
пугается от такой неожиданности и хочет убежать, но, узнав голос Ромео, возвращается и удивляется: как же он сюда попал? Слово за слово, и они уже не в силах расстаться друг с другом до самого утра. Ромео и Джульетта дают друг другу клятву любви и решают стать мужем и женой.
Расставшись с Джульеттой, Ромео тут же спешит к своему наставнику и другу, монаху, отцу Лоренцо. Он рассказывает ему о внезапно вспыхнувшей взаимной любви с Джульеттой и просит его совершить над ними обряд бракосочетания. Отец Лоренцо сначала негодует, но подумав, соглашается, надеясь, что таким образом смогут помириться два враждующих семейства.
Однако дальнейшие события разворачиваются таким образом, что большая радость сменяется большим горем. Из-за слепой ненависти и гордыни племянник Капулетти Тибальт ищет Ромео и, найдя, прилюдно оскорбляет его. Но Ромео, который только что стал мужем Джульетты, не хочет ссориться, и тогда вызов принимает его друг Меркуцио. В этом поединке Тибальт смертельно ранит Меркуцио, а Ромео, желая отомстить за неожиданную гибель друга, в жестокой
схватке убивает Тибальта, двоюродного брата Джульетты.
Глава города Герцог Веронский приговаривает Ромео к пожизненному изгнанию, с условием, что если Ромео не покинет город до рассвета, он будет схвачен и убит.
Молодые супруги приходят в отчаяние.
Кормилица Джульетты и монах Лоренцо помогают им встретиться ещё раз после произошедших событий и провести вместе свою брачную ночь. С наступлением рассвета им будет так трудно расстаться друг с другом…
Ромео уезжает в Мантую, а родители Джульетты, желая скрасить горе, назначают следующий день днём свадьбы. Джульетте не удаётся умолить родителей отсрочить брак, и она просит помощи у отца Лоренцо. Он придумывает небезопасный выход, и, надеясь на лучшее, даёт Джульетте снадобье, от которого она уснёт так, что все посчитают её умершей, а затем, оплакав, похоронят в семейном склепе. А Лоренцо посылает к Ромео своего гонца с письмом, в котором сообщает о своем плане. Но весть о смерти Джульетты приходит к Ромео раньше письма Лоренцо и он, разминувшись с посланником, мчится к своей Джульетте. Почувствовав неладное, отец Лоренцо спешит в склеп, и находит там уже бездыханного Ромео. Он пытается увести из склепа проснувшуюся Джульетту, но она, увидев своего Ромео мёртвым, решает навсегда остаться рядом с ним и вонзает себе в грудь его кинжал. Убитые горем родные Ромео и Джульетты и все представители враждующих домов примиряются друг с другом.

## В ролях
- Леонард Уайтинг (Leonard Whiting) — Ромео
- Оливия Хасси (Olivia Hussey) — Джульетта
- Джон МакИнери (John McEnery) — Меркуцио
- Майло О'Ши (Milo O’Shea) — монах Лоренцо
- Пэт Хейвуд (Pat Heywood) — кормилица Джульетты
- Роберт Стивенс (Robert Stephens) — герцог Веронский
- Майкл Йорк (Michael York) — Тибальт
- Брюс Робинсон (Bruce Robinson) — Бенволио
- Пол Хардвик (Paul Hardwick) — синьор Капулетти
- Наташа Пэрри (Natasha Parry) — синьора Капулетти
- Антонио Пьерфедеричи (Antonio Pierfederici) — синьор Монтекки
- Эсмеральда Русполи (Esmeralda Ruspoli) — синьора Монтекки
- Роберто Бисакко (Roberto Bisacco) — граф Парис
- Лоренс Оливье (Laurence Olivier) — рассказчик

## Съёмочная группа
- Режиссёр: Франко Дзеффирелли
- Сценарий: Франко Брусати, Мазолино Д’амико, Франко Дзеффирелли
- Композитор: Нино Рота
- Оператор: Паскуалино Де Сантис
- Декорации: Ренцо Монджардино, Антони Федели
- Костюмы: Данило Донати
- Постановщик танцев: Альберто Теста
- Фехтование: Николо Перна
- Производство: Paramount Pictures

## Производство
Фильму Дзеффирелли «Ромео и Джульетта» предшествовала сценическая версия, которую в 1960 году режиссёр весьма успешно осуществил в лондонском театре «Олд Вик» (англ. Old Vic) с Джоном Страйдом (John Stride) и Джуди Денч в главных ролях. В 1964 году тот же спектакль был поставлен им в Италии (в Вероне, затем в Риме), а в 1966 году был показан на московской сцене. В этой постановке уже проявились многие характерные черты будущей знаменитой экранизации 1968 года.
Музыка, написанная Нино Рота для спектакля Дзеффирелли, позже вошла в саундтрек фильма, к которому композитор добавил новые музыкальные темы.
Натурные съёмки фильма, действие которого согласно сюжету происходит в Вероне, проводились в разных уголках Центральной Италии. Только туманная панорама города, открывающая киноповествование, является видом настоящей Вероны. В городке Тускания (обл. Лацио), в древней базилике Сан-Пьетро, снимались сцены венчания и смерти Ромео и Джульетты, а также эпизоды, по сценарию происходящие в пределах монастыря и церкви. В старинном Губбио (обл. Умбрия) снимали первое появление Ромео и другие сцены «возле дома Монтекки», схватку горожан, дуэль Ромео и Тибальта, а также эпизод «в Мантуе». В Пьенце (обл. Тоскана), маленьком городке неподалёку от Сиены, в палаццо Пикколомини, снимали дом Капулетти и внутренний дворик, а на площади перед дворцом — сцену со спешащими на бал друзьями Ромео и речь Меркуцио о королеве Меб. В местечке Артена, близ Рима, на территории Палаццо Боргезе, проходили съёмки ночной сцены у стены сада Капулетти, сцены в саду и на балконе Джульетты (специально возведённом для съёмок). Вид веронской площади с фасадом церкви и городским фонтаном был создан в павильоне римской киностудии «Чинечитта». Образ церковного фасада повторяет архитектурные формы древних базилик г. Тускании. Сцена бала снималась в студии, в великолепных декорациях, созданных Ренцо Монджардино.
Работа дизайнера по костюмам Данило Донати принесла ему заслуженный Оскар. Костюмы персонажей фильма историчны и соответствуют стилю XV века (Кватроченто). Поскольку Дзеффирелли определил Капулетти как нуворишей, а Монтекки как старую аристократию, цветовая гамма для одежд этих соперничающих семейств была подобрана согласно его концепции. Костюмам клана Капулетти в фильме свойственны яркие охристо-красные тона, для Монтекки были выбраны сдержанные тона сине-коричневой палитры. Выполненные из больших объёмов парчи и бархата, шитые узорной металлизированной тесьмой, модели порой весили до 25 кг, однако актёры носят их в фильме с такой видимой лёгкостью, что мы забываем о том, как непросто им приходилось работать в таком одеянии под знойным летним солнцем и светом софитов.
Работая над своей ролью, Леонард Уайтинг отмечал, что сложность текста произведения Шекспира заключается в том, что некоторые очень известные фразы угадываются зрителями ещё за пять минут до того, как их скажут герои, и поэтому если не произнести их правильно, то потеряется весь его эффект.
Уайтинг рассказывал, что ему пришлось лазить по дереву, стоящему рядом с балконом Джульетты, целую неделю, прежде чем удалось убедить съёмочную группу приделать к нему ступеньки.

## Прокат
Во Франции фильм вышел в прокат 25 сентября 1968 года, в Бразилии и США — 8 октября 1968 года, в Венгрии — 5 ноября 1970 года, в СССР — в марте 1972 года, в Республике Корея — 30 декабря 1978 года.

## Восприятие
Трагедия Шекспира экранизирована Дзеффирелли с сохранением авторского текста и в основном очень близко к сюжету, за исключением некоторых монологов и небольших сцен. Фильм стал кинематографическим дебютом шестнадцатилетней Оливии Хасси и семнадцатилетнего Леонарда Уайтинга. Они стали первыми исполнителями ролей, чей возраст был близок к возрасту Ромео и Джульетты в пьесе.
Фильм получил большое количество положительных откликов у критиков и особенно у зрителей. О картине писали, что это «повод, чтобы забыть об окружающем мире и отдаться светлой волне шекспировской трагедии».
Отдельных слов удостоилась актёрская игра и интерпретация поэзии Шекспира создателями картины.
Заслуга Дзеффирелли и юных актёров в главных ролях, что они вдохнули жизнь в строки Шекспира. Опытные актёры не смогли бы так сыграть первую любовь, наивность и страсть, которую можно испытать только раз в жизни.
Кинокритик Роджер Эберт. газета «Chicago Sun-Times»
В прессе много и бурно обсуждалась сцена пробуждения обнажённых героев после брачной ночи. Дзеффирелли говорил по этому поводу:
«Если вы приходите в музей, то разве отворачиваете голову от нагой живописи?».
Среди очевидных достоинств фильма можно упомянуть не только замечательный актёрский состав, мастерски поставленные поединки и танцы, выразительное музыкальное оформление, прекрасные костюмы и декорации, но также натурные съёмки, в особенности прогрессивную для того времени технику с использованием переносной камеры, хотелось бы отметить и присутствие юмора в картине, несмотря на трагизм самой истории.
По ежегодному опросу журнала «Советский экран», фильм был признан лучшей зарубежной картиной 1972 года, а Оливия Хасси получила приз зрительских симпатий.

## Награды и номинации
- Премия Оскар (1969)
  - Лучшая операторская работа (Паскуалино Де Сантис)
  - Лучший дизайн костюмов (Данило Донати)
- Номинации на премию Оскар
  - Лучший фильм, лучшая работа режиссёра
- Премия Золотой Глобус (1969)
  - Лучший англоязычный фильм
  - Самый многообещающий дебют в женской роли (Оливия Хасси)
  - Самый многообещающий дебют в мужской роли (Леонард Уайтинг)
- Номинация на Золотой Глобус (1969)
  - Лучшая работа режиссёра, лучшая музыка
- Премия Национального совета кинокритиков США (1969)
  - Лучшая работа режиссёра (Франко Дзеффирелли)
- Премия BAFTA (1969):
  - Лучший дизайн костюмов (Данило Донати)
- Номинации
  - Лучшая работа режиссёра, монтаж, музыка, лучший художник, лучший актёр и актриса второго плана
- Премия Давид ди Донателло (1969)
  - Лучшая работа режиссёра (Франко Дзеффирелли)
- Премия итальянского синдиката киножурналистов «Серебряная лента» (1969)
  - Лучшая работа режиссёра, музыка, монтаж, лучшая операторская работа.

## Интересные факты
- В 2003 году, когда отмечалось 80-летие маэстро Франко Дзеффирелли (дата рождения — 12 февраля 1923 года), жители Вероны, родного города Ромео и Джульетты, воздавали особую дань уважения знаменитой киноверсии 1968 года. По этому случаю веронский музей «Дом Джульетты» пополнился экспонатами, переданными ему самим Дзеффирелли. В одной из комнат музея разместили легендарное брачное ложе и два костюма главных героев фильма «Ромео и Джульетта», а также несколько эскизов, выполненных рукой режиссёра[12].
- Осенью 2014 года Оливия Хасси и Леонард Уайтинг приняли участие в съёмках фильма британского режиссёра Брюса Уэбба / Bruce Webb — Social Suicide (Социальное самоубийство). Современная версия шекспировского сюжета рассказывает о Ромео и Джульетте поколения YouTube. Полиция расследует трагические события, которые произошли вследствие сделанного кем-то и распространённого в социальных сетях видео тайного поцелуя Риза и Джулии (так в фильме переименовали Ромео и Джульетту). Леонард Уайтинг и Оливия Хасси играют родителей Джулии, в роли которой снялась реальная дочь Оливии — двадцатилетняя актриса Индия Айсли / India Eisley. Продюсером и одним из авторов сценария является Дженет Уэллс / Janet Wells. Премьера фильма состоялась 1 октября 2015 года в Лондоне[13].
- Спустя более чем полвека после выхода картины Франко Дзеффирелли на экраны исполнители заглавных ролей — 72-летний Леонард Уайтинг и 71-летняя Оливия Хасси, которым на момент съёмок было соответственно 16 и 15 лет, — предъявили иск кинокомпании Paramount, обвинив её в сексуальной эксплуатации несовершеннолетних, и потребовали 500 миллионов долларов в качестве возмещения ущерба[14]. Иск был отклонён[15].